# Cappel (Moselle)
Cappel ist eine französische Gemeinde mit 679 Einwohnern (Stand 1. Januar 2022) im Département Moselle in der Region Grand Est (bis 2015 Lothringen). Sie gehört zum Arrondissement Forbach-Boulay-Moselle und zum Gemeindeverband Freyming-Merlebach.

## Geographie
Die Ortschaft liegt in Lothringen, etwa 55 Kilometer östlich von Metz, zwölf Kilometer südöstlich von Saint-Avold (deutsch Sankt Avold) und 20 Kilometer südlich von Forbach.
Das 5,94 km² umfassende Gemeindegebiet wird im Norden vom Quellbach der Deutschen Nied (einem Saar-Nebenfluss), im Süden vom Rimmelhoffenbach, der über Mutterbach und Albe der Saar zufließt, begrenzt. Zwischen beiden Quellbächen, die in entgegengesetzte Richtungen fließen, liegt Cappel auf der Wasserscheide. Wälder haben einen Anteil von etwa 15 % am Gemeindegebiet, der größte Teil des sanft hügeligen Terrains besteht aus Acker- und Grünland.
Cappel besteht aus zwei in West-Ost-Richtung verlaufenden Siedlungsachsen, wobei die nördliche um die Rue de l’Église mit einigen alten Bauernhöfen die ältere darstellt. Die südliche Achse entlang der Nationalstraße 56 ist erst im 20. Jahrhundert entstanden. Beide Achsen sind durch zwei in Nord-Süd-Richtung angelegte Spangen verbunden, die Rue de la Libération und Rue du Château Neuf, die in ca. 200 Meter Abstand voneinander verlaufen. Dadurch entstand in der Mitte des Dorfes eine zwei Hektar große, landwirtschaftlich genutzte Fläche.
Nachbargemeinden von Cappel sind Seingbouse (Sengbusch) im Norden, Farschviller (Farschweiler) im Nordosten, Loupershouse (Lupershausen) im Osten, Hoste (Host) im Südosten und Süden sowie Barst und Biding (Biedingen) im Westen und Nordwesten.

## Geschichte
Die Region gehörte früher zum Herzogtum Lothringen im Heiligen Römischen Reich. Der Ort wurde in älteren Urkunden erwähnt als Capplen (1544 und 1606), Kappeln (1594), Kappellen (1681), Kappelen (1751) sowie als Kapoleng, Kapolein und Capellen (1765).
Die Gemeinde Cappel entstand 1790 mit dem südlich gelegenen Ortsteil Valette (1940–1944 Valett). Dieser wurde 1811 nach Hoste eingemeindet. Zwischen 1813 und 1826 gehörte auch Cappel als Teilort zu Hoste.
Durch den Frankfurter Frieden vom 10. Mai 1871 kam die Region an das deutsche Reichsland Elsaß-Lothringen, und das Dorf wurde dem Kreis Forbach im Bezirk Lothringen zugeordnet. Die Dorfbewohner betrieben Getreidebau und Viehzucht. Im Ort gab es seinerzeit eine Hutflechterei. Eine Gutbrunnen genannte Quelle im Osten der Gemarkung wurde früher als Heilquelle angesehen.
Nach dem Ersten Weltkrieg musste die Region aufgrund der Bestimmungen des Versailler Vertrags 1919 an Frankreich abgetreten werden und wurde Teil des Département Moselle. Im Zweiten Weltkrieg war die Region von der deutschen Wehrmacht besetzt und Cappel wurde in Kappel (Westmark) umbenannt. Im Herbst 1944 wurde die Region von US-amerikanischen Truppen eingenommen.

### Bevölkerungsentwicklung
| Jahr      | 1962 | 1968 | 1975 | 1982 | 1990 | 1999 | 2010 | 2021 |
| Einwohner | 486  | 491  | 492  | 533  | 714  | 723  | 701  | 682  |

Im Jahr 1999 wurde mit 723 Bewohnern die bisher höchste Einwohnerzahl ermittelt. Die Zahlen basieren auf den Daten von cassini.ehess und INSEE.

## Sehenswürdigkeiten
- Kirche St. Gangulf (Saint-Gengoulf) aus dem 18. Jahrhundert, 1863 restauriert
- Neugotische Kapelle auf dem Friedhof Cappel aus dem Jahr 1860
- Ein im Norden Lothringens seltenes Fachwerkhaus in der Rue de la Forêt 121 (Monument historique)

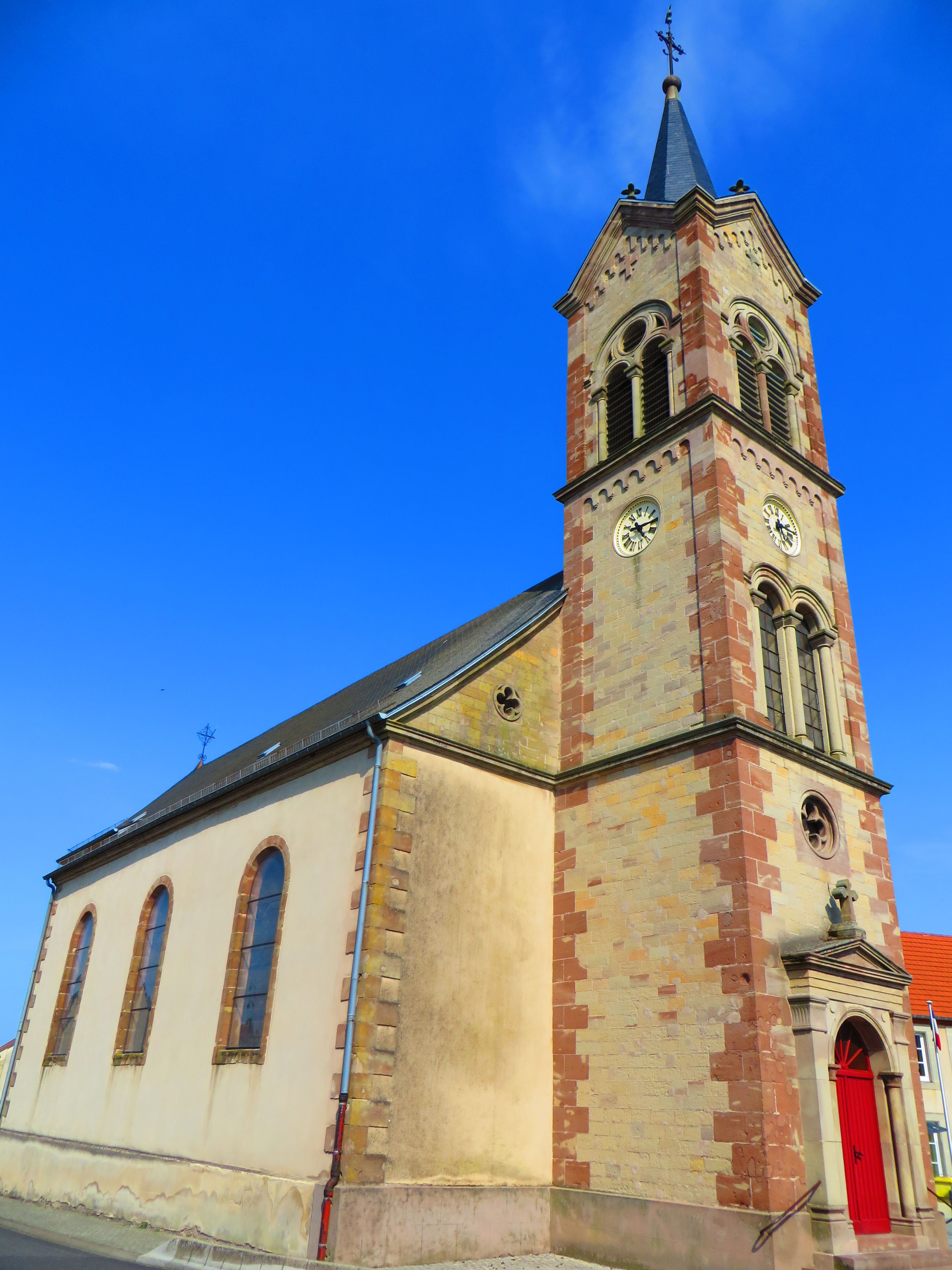
Kirche Saint-Gengoulf
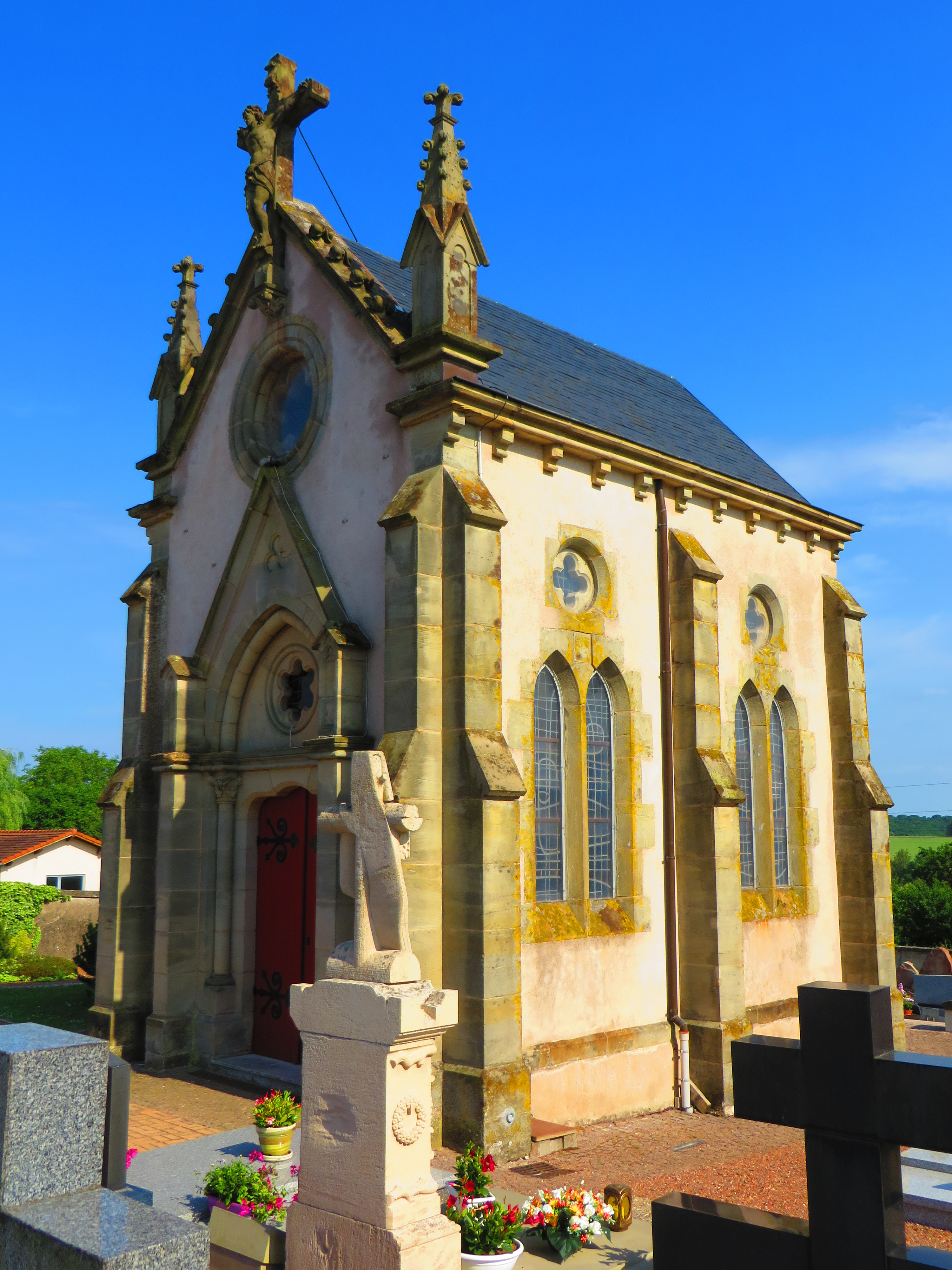
Friedhofskapelle
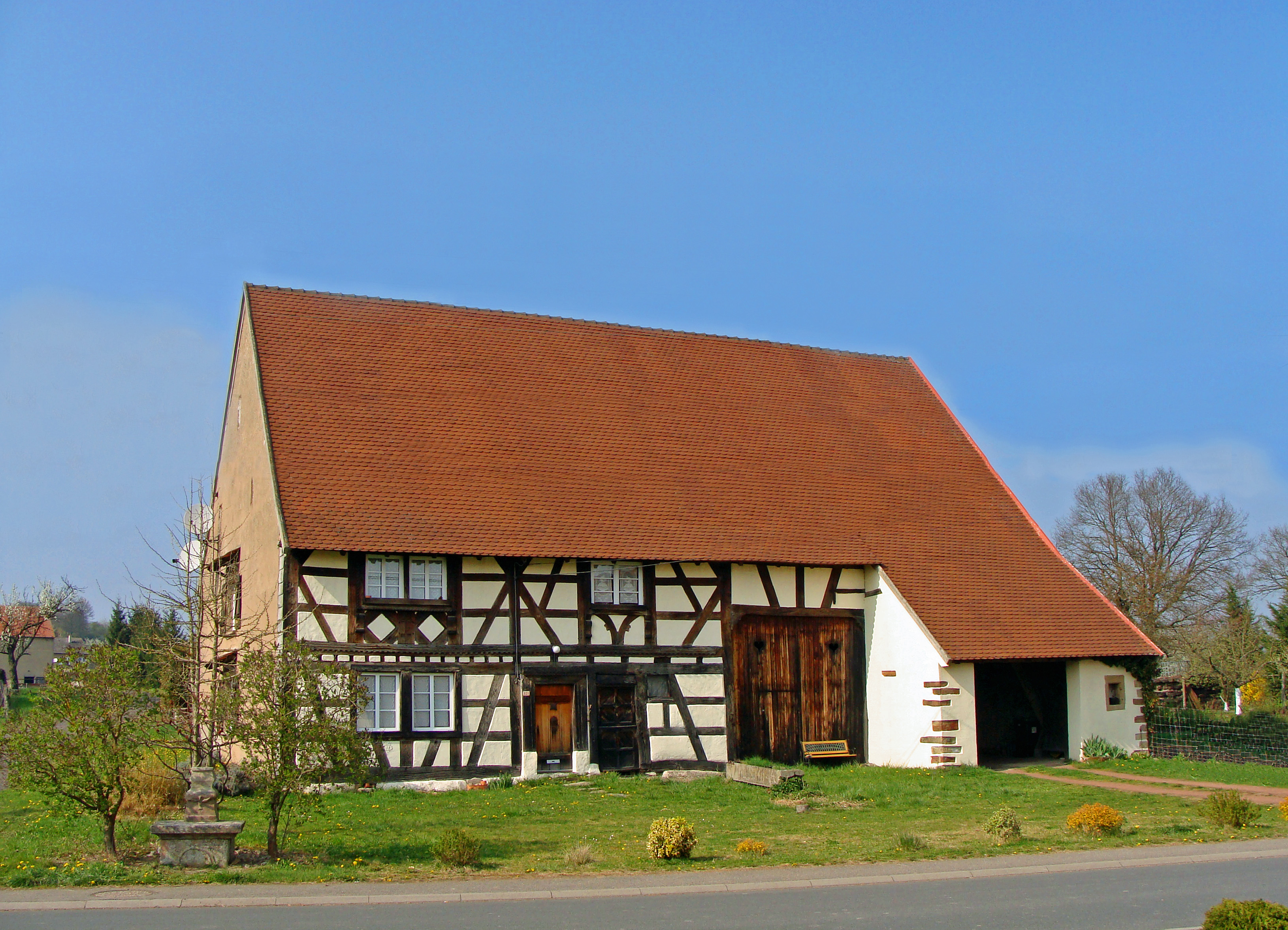
Denkmalgeschütztes Fachwerkhaus aus deem Jahr 1708

## Wirtschaft und Infrastruktur
In der Gemeinde sind fünf Landwirtschaftsbetriebe ansässig (Obstanbau, Viehzucht). Das alte Cappel ist landwirtschaftlich geprägt, während viele Häuser an der Nationalstraße neueren Datums sind, die durch die günstige Verkehrsanbindung zu den großen Industrieparks der Umgebung entstanden, in die ein Teil der Einwohner pendelt.
Durch Cappel führt die Nationalstraße 56 von Saint-Avold nach Sarralbe. Der Anschluss Farébersviller an der Autobahn Paris–Straßburg ist fünf Kilometer von Cappel entfernt.

## Persönlichkeiten
- Jacques Touba (1863–1940), katholischer Geistlicher und lothringischer Regionalhistoriker

## Belege
1. 1 2  Eugen H. Th. Huhn: Deutsch-Lothringen. Landes-, Volks- und Ortskunde, Stuttgart 1875, S. 398 (books.google.de).
2. 1 2  Max Besler: Die Ortsnamen des lothringischen Kreises Forbach, Abhandlung zum Jahresberichte des Progymnasiums zu Forbach i. Lothr., Prog. No. 477, Buchdruckerei Robert Hupfer, Forbach 1888, S. 23–24 (books.google.de).
3. ↑  Liste aller Namen vom Ort Valette zwischen 1900 und 1990 - Ehemalige Ostgebiete. Abgerufen am 25. Juni 2022.
4. ↑  Ortsname auf cassini.ehess.fr
5. ↑  Georg Lang: Der Regierungs-Bezirk Lothringen. Statistisch-topographisches Handbuch, Verwaltungs-Schematismus und Adressbuch, Metz 1874, S. 133 (books.google.de).
6. ↑  Liste aller Namen vom Ort Cappel zwischen 1900 und 1990 - Ehemalige Ostgebiete. Abgerufen am 25. Juni 2022.
7. ↑  Cappel auf cassini-ehess
8. ↑  Cappel auf INSEE
9. ↑  Landwirtschaftsbetriebe auf annuaire-mairie.fr (französisch)